# John Kindborg

John Kindborg, självporträtt.

Johan (John) Ludvig Kindborg, född 30 januari 1861 i Stockholm, död där 4 januari 1907, var en svensk målare.

## Biografi
Kindborg var son till stadsfiskalen C. O. Kindborg och hans hustru, född Axelson. John Kindborg var 1879–1882 elev vid Fria konsternas akademi. Han tog senare lektioner för Edvard Perséus och Oscar Törnå, där den senare i synnerhet kom att utöva stort inflytande på hans måleri. År 1886 genomförde han en studieresa till Paris och London och en tid senare ytterligare en till Wien och München.
Han gjorde sig särskilt känd genom sina Stockholmsbilder och sina skildringar av de svenska kungliga slotten. Han målade även motiv från Värmland, Gripsholm, Blekinge, Småland och Sigtuna. Kindborg var initiativtagaren till de 1892 och 1895 anordnade "anonyma" utställningarna av en mängd osignerade dukar. Bland hans tavlor återfinns Utsigt af Stockholm från söder (1892), Stockholms slott, Haga och Ulriksdal med flera.
Kindborg gifte sig 1892 med Hedvig Emilia (Emmy), född Edman i Svanå bruk. Paret ligger begravt på Sandsborgskyrkogården i Stockholm. Kindborg finns representerad vid Nationalmuseum i Stockholm vid Norrköpings konstmuseum och Kalmar konstmuseum.

## Verk (exempel)

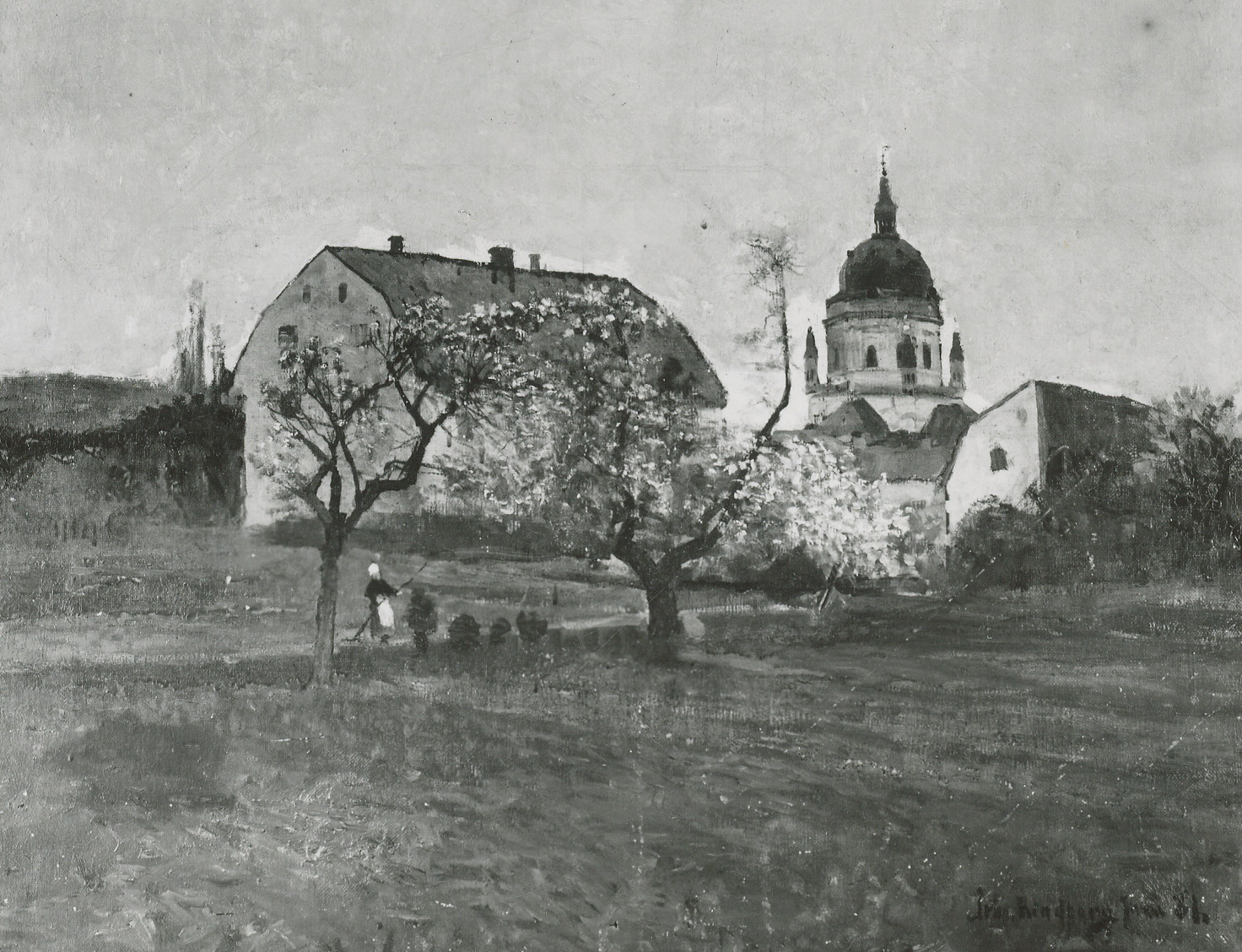
Motiv från Björns trädgård 1881.
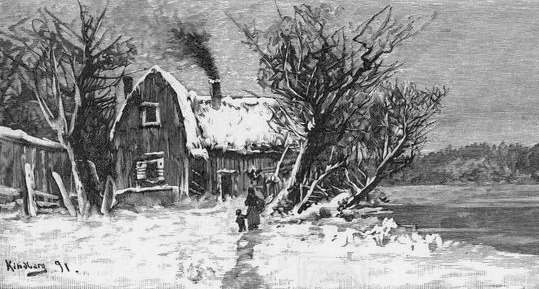
Vinter (1891) i Nornan 1892.
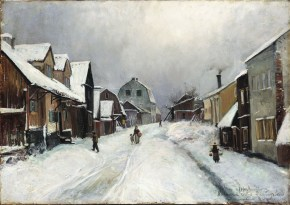
Katarina Östra Qvarngränd, nuvarande Stigbergsgatan på Södermalm i Stockholm, oljemålning.
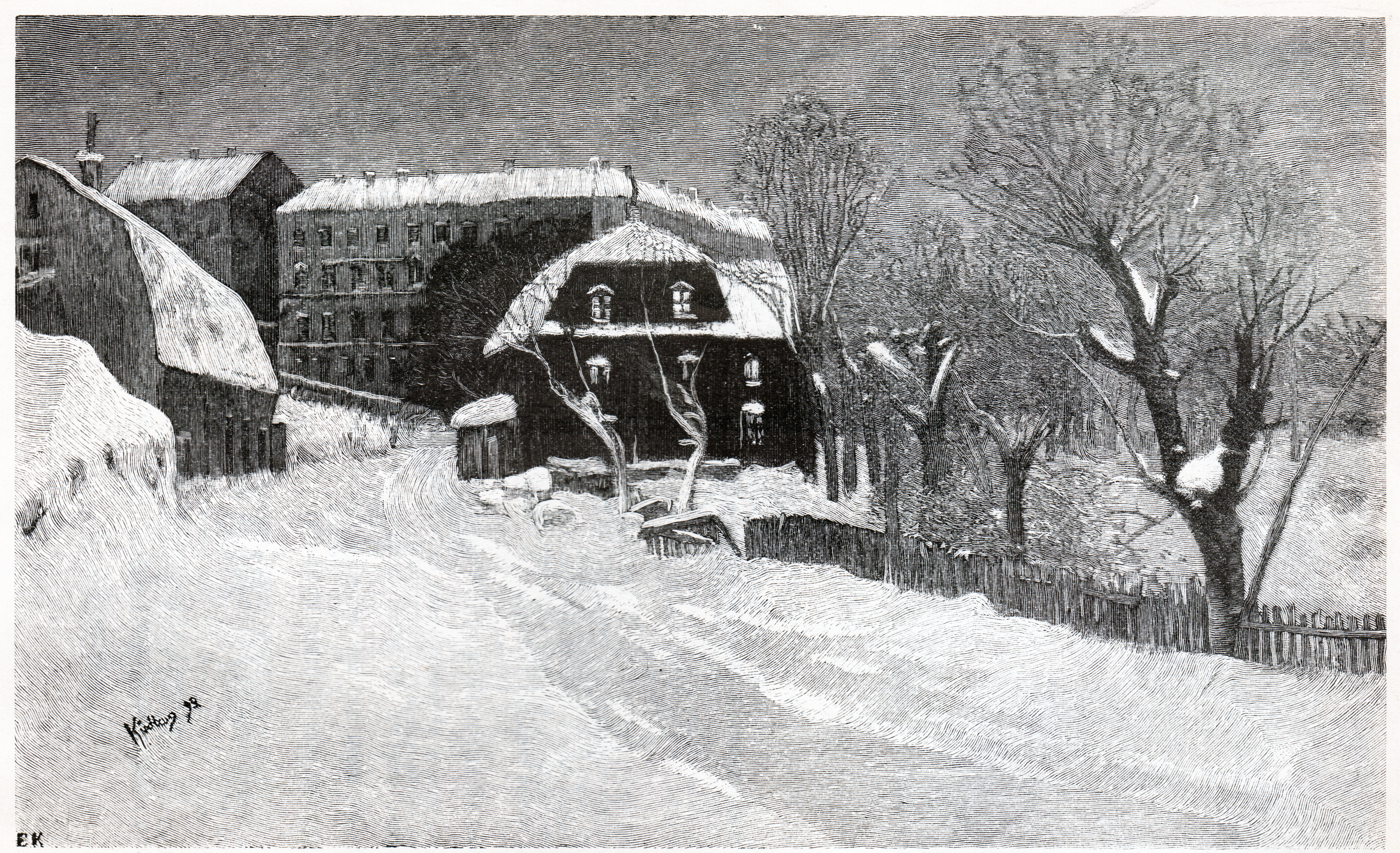
Motiv från Zinkensdamm (1902) i Varia. Gravyr av konstnärens hustru.